# Armadillidium serrai
Armadillidium serrai es una especie de crustáceo isópodo terrestre cavernícola de la familia Armadillidiidae.

## Distribución geográfica
Son endémicos de Menorca (España).